# Aygül Özkan
Aygül Özkan, née le 27 août 1971 à Hambourg, est une femme politique allemande membre de l'Union chrétienne-démocrate d'Allemagne (CDU).
En 2008, quatre ans après son adhésion à la CDU, elle est élue députée au Bürgerschaft de Hambourg, mais doit en démissionner au bout de deux ans, après sa nomination comme ministre des Affaires sociales de Basse-Saxe dans la coalition noire-jaune de Christian Wulff. Elle est alors la première ministre d'origine turque et pratiquant la religion musulmane nommée en Allemagne.

## Éléments personnels

### Formation et carrière
Après avoir passé son Abitur en 1990 à Hambourg, dans le quartier d'Altona, elle entre à l'université de Hambourg pour y suivre des études supérieures de droit. Elle obtient son premier diplôme juridique d'État en 1995, et le second deux ans plus tard, après avoir accompli sa période de stage en Basse-Saxe, à la chambre de commerce de Hambourg et au Parlement européen. En 1998, elle est admise comme avocate au barreau de la cour d'appel de Hambourg.
Elle intègre alors un programme de stage pour jeunes cadres chez Deutsche Telekom, qui s'achève un an plus tard et à l'issue duquel elle obtient un poste de manager. Elle quitte la société en 2005 et rejoint TNT Post, dont elle assure l'ouverture d'une succursale de quatre cents employés à Hambourg. Elle démissionne en 2008.

### Vie privée
Elle est la fille d'un immigré originaire d'Ankara, arrivé à Hambourg dans les années 1960 en tant que « travailleur invité » (Gastarbeiter) de la Deutsche Bundespost et qui s'est ensuite reconverti en tailleur indépendant. Ayant acquis en 1989, soit à ses dix-huit ans, la nationalité allemande, elle est mariée à un gynécologue, également d'origine turque, avec qui elle a un enfant. Elle est en outre de confession musulmane.

## Politique

### Activité militante
Elle adhère à l'Union chrétienne-démocrate d'Allemagne (CDU) en 2004 et intègre alors la section couvrant les quartiers de Lokstedt, Niendorf et Schnelsen, dans l'arrondissement de Hambourg-Eimsbüttel. En 2008, elle est élue vice-présidente de la fédération CDU de Hambourg, un poste qu'elle quitte en 2010.

### Parcours institutionnel
En 2008, elle est élue députée au Bürgerschaft de Hambourg, en quinzième position sur la liste régionale, ce qui assure son élection. Elle devient alors membre de la commission des Affaires économiques, de la commission des Affaires sociales et de l'Égalité, et porte-parole du groupe CDU pour les affaires économiques. Elle renonce à son mandat parlementaire deux ans plus tard.
Aygül Özkan est nommée ministre des Affaires sociales, des Femmes, de la Famille, de la Santé et de l'Intégration de Basse-Saxe dans la coalition noire-jaune du chrétien-démocrate Christian Wulff le 27 avril 2010, huit jours après l'annonce du remaniement ministériel. À cette occasion, elle récupère les compétences sur la politique d'intégration, détenues jusqu'ici par le ministre de l'Intérieur, Uwe Schünemann. Sa nomination fait d'elle la première femme de parents immigrés, d'origine turque et musulmane ministre d'un gouvernement, régional ou fédéral, en Allemagne. Selon le Ministre-président, la nomination d'Özkan « doit compenser les graves erreurs qui ont été faites ces dernières années en matière de politique d'intégration ». Elle est maintenue en fonction lorsque David McAllister prend la succession de Wulff à la présidence du gouvernement régional, le 1er juillet 2010.
Elle est remplacée, le 19 février 2013, par la social-démocrate Cornelia Rundt.